# Leptobasis inversa
Leptobasis inversa är en trollsländeart som först beskrevs av Selys 1876.  Leptobasis inversa ingår i släktet Leptobasis och familjen dammflicksländor. IUCN kategoriserar arten globalt som livskraftig. Inga underarter finns listade i Catalogue of Life.